# Ernst von Wolzogen

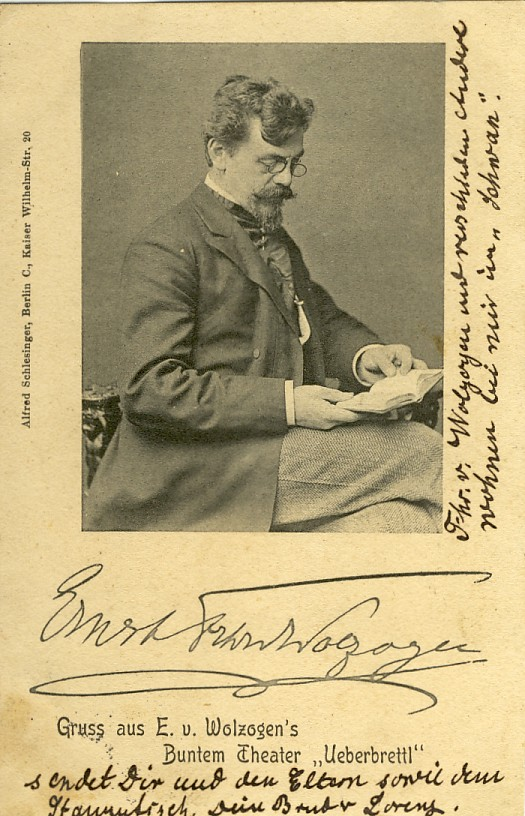
Ernst von Wolzogen

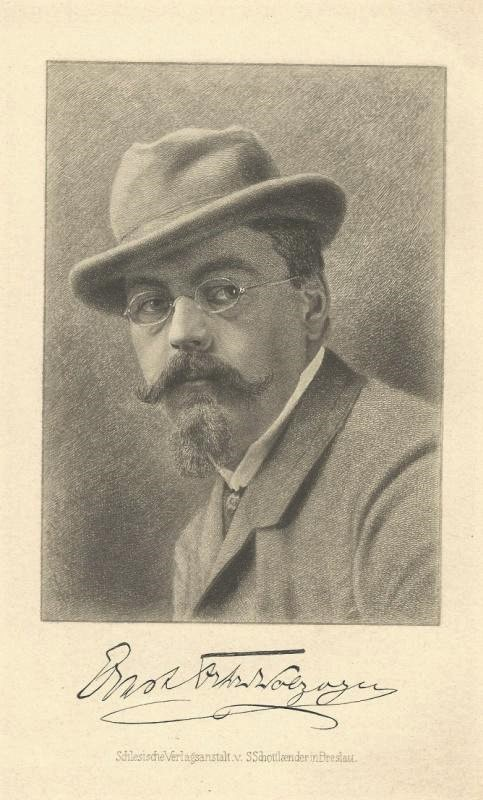
Ernst Freiherr von Wolzogen (1898). Radierung von Johann Lindner

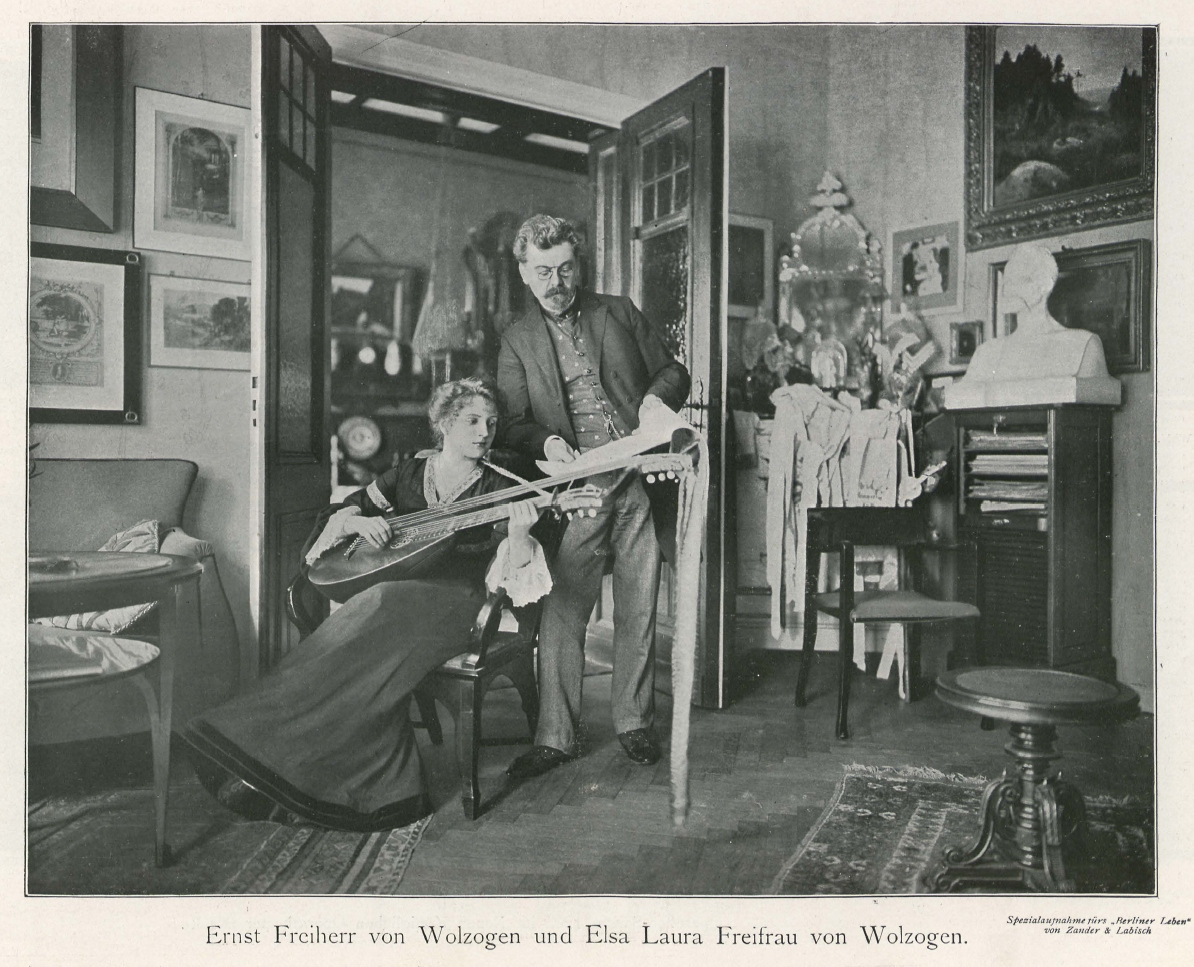
Ernst von Wolzogen und seine Gattin Elsa Laura in ihrer Berliner Wohnung, 1905. Foto von Zander & Labisch.

Ernst Freiherr von Wolzogen (* 23. April 1855 in Breslau; † 30. Juli 1934 in Puppling bei Wolfratshausen) war ein Schriftsteller, Verlagslektor und Gründer eines der ersten literarischen Kabarette in Deutschland.

## Leben
Ernst von Wolzogen stammte aus niederösterreichischem Adel und wurde von einer englischen Gouvernante erzogen. Seine Eltern waren der Theaterintendant Alfred von Wolzogen (1823–1883) und dessen zweite Ehefrau Florenz Harriet Anne Houssemayne Du Boulay (1830–1862).
Er studierte deutsche Literatur, Philosophie und Kunstgeschichte in Straßburg und Leipzig. Danach war er Vorleser des Großherzogs von Sachsen-Weimar-Eisenach. 1882 siedelte er nach Berlin über, wo er zunächst Verlagslektor und dann freier Schriftsteller wurde. 1891/92 war er mit Martin Greif und Hermann Heiberg Mitglied im Vorstand des Vereins für Bücherfreunde.
Von 1892 bis 1899 lebte er in München, wo er die Freie Literarische Gesellschaft gründete und Mitglied der Gesellschaft zur Förderung geistiger Interessen der Frau wurde. Für seinen Roman Das Dritte Geschlecht (1899) dienten ihm die Münchner Bohème und Frauenbewegung als Vorbild, u. a. gelten die mit Wolzogen befreundeten Frauenrechtlerinnen Franziska zu Reventlow und Sophia Goudstikker als Vorbilder der Protagonistinnen. Der satirisch-bissige Schlüsselroman wurde ein Bestseller und popularisierte so die 1898 von Elsa Asenijeff geprägte Bezeichnung Drittes Geschlecht für Personen, die sich traditionellen Geschlechterrollen verweigern.
Nachdem er nach Berlin zurückgekehrt war, rief Wolzogen 1901 mit dem Überbrettl das erste deutsche Kabarett ins Leben. Die Idee dazu entnahm er aus dem Roman Stilpe des mit ihm befreundeten Otto Julius Bierbaum. Der Name des Kabaretts war allerdings eventuell als ironische Anspielung auf Friedrich Nietzsches Begriff des „Übermenschen“ gedacht und brachte Wolzogen den Namen „Brettl-Baron“ ein. Sein Projekt der Kleinkunstbühne musste er nach anfänglichen großen Erfolgen auf Grund wirtschaftlicher Schwierigkeiten 1902 beenden. 1905 zog er nach Darmstadt. Nach einem erneuten Versuch, in Berlin eine Theaterbühne zu gründen, ging er 1918 schließlich nach Bayern und ließ sich in Puppling bei Wolfratshausen nieder.
Bereits im Roman Der Erzketzer (1910) zeichnete sich Wolzogens Hinwendung zu völkischen und antisemitischen Auffassungen ab. Als Gegner der Weimarer Republik schrieb er ab 1921 antidemokratische Kabarettverse. Im November 1932 publizierte er im Völkischen Beobachter einen Wahlaufruf für Hitler, in dem Hitler als „Der Kandidat der deutschen Geisteswelt“ bezeichnet wurde.
Wolzogen starb am 30. Juli 1934 im Alter von 79 Jahren in Puppling. Sein Grab befindet sich auf dem Friedhof Kalbsrieth.
Ernst von Wolzogen war seit 1902 mit der Sängerin Elsa Laura von Wolzogen geb. Seemann verheiratet. Aus seiner früheren Ehe mit Marie geb. Catel stammen die Tochter Sigrid (1886–1918), Mutter des Filmregisseurs Wolfgang Becker, sowie der Filmproduzent und Regisseur Hans von Wolzogen (1888–1954).

## Künstlerisches Schaffen
Als Schriftsteller verfasste Wolzogen vor allem sozialkritische Romane; seine Autobiographie Wie ich mich ums Leben brachte ist nicht nur stark konservativ gefärbt, sondern auch deutlich antisemitisch.
In der Sowjetischen Besatzungszone wurden seine Schriften Mein Vortragsbuch (1922) und Wie ich mich ums Leben brachte (1923) sowie in der Deutschen Demokratischen Republik Wenn die alten Türme stürzen (1925) auf die Liste der auszusondernden Literatur gesetzt.

## Bibliographie

### Romane und Erzählungen
- Die Kinder der Excellenz. Roman. Engelhorn, Stuttgart 1888 (Engelhorns Allgemeine Romanbibliothek)
- Die tolle Komteß. Roman, 1889.
- Die kühle Blonde. Berliner Sittenbild in zwei Bänden. Engelhorn, Stuttgart 1891 (Engelhorns Allgemeine Romanbibliothek)
- Erlebtes Erlauschtes Erlogenes. Berlin 1892.
- Der Thronfolger. Roman in zwei Bänden. Engelhorn, Stuttgart 1892. 152 S. (Engelhorns Allgem. Romanbibliothek, Salon-Ausgabe Nr. 3)
- Das gute Krokodil und andere Geschichten aus Italien. 1893.
- Die Entgleisten. Eine Katastrophe in sieben Tagen nebst einem Vorabend. 1894.
- Die Erbschleicherinnen. Roman in zwei Bänden. Engelhorn, Stuttgart 1895.
- Ecce ego – erst komme ich! Roman 1896.
- Die Gloriahose. ’s Meikatel und der Sexack. Zwei Geschichten. 1897.
- Der Kraft-Mayr. Ein humoristischer Musikanten-Roman. 1897 (1935 mit Paul Hörbiger verfilmt unter dem Titel Wenn die Musik nicht wär’)
  - Der Kraft-Mayr. Ein humoristischer Musikanten-Roman. (Um Franz Liszt). Singer, Berlin 1933. 399 S.
  - Der Kraft-Mayr. Ein humoristischer Musikanten-Roman. (Um Franz Liszt). Juncker, Berlin 1940. 399 S.
- Geschichten von lieben süßen Mädeln. Novellen, 1898.
- Das dritte Geschlecht. Roman, 1899.
  - Das dritte Geschlecht. Roman. Weichert, Berlin 1930. 320 S.
- Ein königliches Weib. Und andere Geschichten vom Münchener Fasching. 1900.
- Die arme Sünderin. Roman in zwei Bänden, 1902.
- Vom Peperl und andern Raritäten. 1902.
- Was Onkel Oskar mit seiner Schwiegermutter in Amerika passierte. 1904.
- Der Topf der Danaiden und andere Geschichten aus der deutscher Bohéme. Deutsches Verlagshaus, Berlin 1906.
- Aus Schnurrpfeifers Lügensack. 10 Märlein für gescheite Kinder. 1908.
- Die Großherzogin a. D. Roman. 1908.
  - Die Großherzogin a. D. Roman. Engelhorn, Stuttgart 1922.
  - Die Großherzogin a. D. Roman. Kulturelle Verlags-Gesellschaft, Berlin-Wilmersdorf, 1935. 288 S.
  - Die Großherzogin a. D. Roman. Peter Oestergaard, Berlin-Schöneberg, 1938, 288 S.
- Der Bibelhase. Eine Begebenheit aus der Fridericianischen Zeit. Roman, 1908.
- Der Erzketzer. Ein Roman vom Leiden des Wahrhaftigen. F. Fontane & Co, Berlin, 1910.
  - Der Erzketzer. Ein Roman vom Leiden des Wahrhaftigen. (Neue Auflage). G. Westermann, Braunschweig, Hamburg 1924. 490 S.
- Mein erstes Abenteuer und andere Novellen. 1910.
- Leidige Schönheit. Roman, 1910.
- Das Kaisermanöver und andere Erzählungen. 1911.
- Der Dichter in Dollarica. Blumen-, Frucht- und Dornenstücke aus dem Märchenlande der unbedingten Gegenwart. 1912 (Digitalisat)
- Der Lebensretter und andere Erzählungen. 1912.
  - Der Lebensretter und andere Erzählungen. 1921.
- Die Feuertaufe. 1912.
- Der Herr in hohen Stiefeln und andere Humoresken. 1913.
  - Der Herr in hohen Stiefeln und andere Humoresken. Hillger, Berlin, Leipzig, 1931. 111 S. (Kürschners Bücherschatz. Neue Ausgabe, Nr. 135a)
- Peter Karn. Leben, Lieben und Leiden eines deutschen Musikanten. Roman. 1914.
  - Peter Karn. Leben, Lieben und Leiden eines deutschen Musikanten. Roman. Kulturelle Verlags-Gesellschaft, Berlin 1935. 315 S.
- Das Kuckucksei und andere lustige Geschichten. 1914.
- Landsturm im Feuer. 1915 (Ullstein-Kriegsbücher)
- Das Mädchen mit den Schwänen. Drei Geschichten, 1916.
- Vom Peperl und von andern Raritäten. Erzählungen. Langen, München 1916 (enthält: Der Peperl, Die taubstumme Katze, Der Raritätenliabhaber, Ein unheimlicher Reisegefährte, Der Blüthner-Flügel, Der seidene Schipongs).
- Die verdammte Liebe. Roman, 1919.
  - Die verdammte Liebe. Roman. Neue Ausgabe. 4. – 6. Tsd. Sonnemann-Verlag, Halle (Saale) 1926. 345 S.
- Das gut alt teutsch Schwankbuch. Das ist: artige Mären und lose Schwänklein...Verlag der Freunde, Wolfenbüttel 1922.
- Sem – der Mitbürger. Roman. Brunnen-Verlag, Berlin 1924. 255 S. (Reihe: Neue deutsche Romane)
- Wenn die alten Türme stürzen. Roman. Eysler, Berlin 1925. 303 S. (Digitalisat)
  - Wenn die alten Türme stürzen. Roman. Neuthor-Verlag, Michelstadt 1996. 246 S.
- Das Schlachtfeld der Heilande. Roman. Frundsberg-Verlag, Magdeburg 1926. 308 S.
- Süddeutsche Geschichten. G. Westermann, Braunschweig 1925. 321 S. (enthält: Das dritte Geschlecht. Der Topf der Danaiden).
- Norddeutsche Geschichten. G. Westermann, Braunschweig 1926. 291 S. (enthält: Fahnenflucht, Der Prophet im Walde, Ein aufrechter Edelmann, Die Zwickmühle, Der Herr in hohen Stiefeln)

### Lyrisches
- Er photographirt!. Eine nervöse Geschichte in Versen, 1890.
- Verse zu meinem Leben. 1907.

### Theaterstücke und Musikstücke
- Das Lumpengesindel. Tragikomödie in drei Aufzügen. Fontane, Berlin 1892, VI, 80 S.
- Die Kinder der Excellenz. Lustspiel, 1893.
- Daniela Weert. 1894.
- Feuersnot. Ein Singgedicht. Musik von Richard Strauss, 1901.
- Die Maibraut. Ein Weihespiel in 3 Handlungen. 1909.
- Eine fürstliche Maulschelle, Spiel in 5 Aktussen. 1912.
- König Karl. Trauerspiel, 1914.
- Daniel in der Löwengrube. burleske Oper, Musik von Amélie Nikisch, 1914.
- Weibchen. Lustspiel, 1915.
- Die Peitsche. Schauspiel, 1918.
- Der Weg des Kreuzes. Dramatisches Gedicht in sechs Bildern. Sonnemann – Verlag, Halle (Saale) 1926.
  - Der weg des Kreuzes: Dritter Tag: Fausti Himmelfahrt oder Der deutsche Teufel. Die zur Handlung gehörige Musik vom Verfasser. Sonnemann – Verlag, Halle (Saale) 1926. 114 S. (auch Digitalisierte Ausgabe)
- Der deutsche Teufel. Dramatisches Gedicht. Eher, München 1933. 104 S.

### Autobiographie
- Wie ich mich ums Leben brachte. Erinnerungen und Erfahrungen. G. Westermann, Braunschweig & Hamburg 1922. 327 S.

### Sonstiges
- Wilkie Collins. Ein biographisch-kritischer Versuch. 1885 (Digitalisat)
- George Eliot. 1885.
- Ansichten und Aussichten. Gesammelte Studien über Musik, Literatur und Theater. 1908.
- Dr Porphyrius Dermenjoglus merkwürdige Klinik. 1910.
- Harte Worte, die gesagt werden müssen. 1919.
- Engländer. 1920.
- Offenes Sendschreiben an den christlichen Adel deutscher Nation. 1920.
- Mein Vortragsbuch. Ernste und heitere Vortragsstücke. Universal-Verlag, München / Leipzig 1922.
- Großmeister deutscher Musik: Bach – Mozart – Beethoven – Weber – Wagner. Bosse, Regensburg 1924.
- Sagen der Edda. 1929.

### Herausgebertätigkeit
- Hans von Schweinichen: Eigene Lebensbeschreibung. 1885.
- Lauensteiner Hexameron oder Die Geschichten der sechs Knasterbärte von hüben und drüben. Verlag der Freunde, Wolfenbüttel 1924, 151 S.